# Liberala internationalen
Liberala internationalen (engelska: Liberal International) är en internationell sammanslutning av liberala politiska partier, grundad 1947. Huvudkontoret finns i London. Den nuvarande ordföranden är den marockanska politikern Hakima El Haite.
Ungdomsorganisation heter International Federation of Liberal & Radical Youth (IFLRY).

## Medlemspartier
Listorna sorteras på land/geografiskt område. Europeiska organ sorteras på bokstaven E medan internationella organ placeras först i listorna.

### Fullvärdiga medlemspartier
- International Federation of Liberal Youth
- International Network of Liberal Women
- Partit Liberal (Andorra)
- Mouvement Réformateur (Belgien)
- Öppna VLD (Belgien)
- Botswana Movement for Democracy (Botswana)
- Rörelsen för rättigheter och friheter (Bulgarien)
- Nationella rörelsen för stabilitet och framsteg (Bulgarien)
- Alliance pour la Démocratie et la Fédération – Rassemblement Démocratique Africain (Burkina Faso)
- Alliance Démocratique pour le Renouveau (Burundi)
- Partido Liberal de Chile (Chile)
- Det Radikale Venstre (Danmark)
- Venstre (Danmark)
- Free Egyptians Party (Egypten)
- Rassemblement des Républicains (Elfenbenskusten)
- Estniska reformpartiet (Estland)
- Gruppen Renew Europe (Europeiska unionen)
- Liberal Party (Filippinerna)
- Centern i Finland (Finland)
- Svenska folkpartiet (Finland)
- Georgiens republikanska parti (Georgien)
- Liberal Party (Gibraltar)
- Union des Forces Démocratiques de Guinée (Guinea)
- Union des Forces Républicaines (Guinea)
- Partido Liberal (Honduras)
- Framsóknarflokkurinn (Island)
- Israeli Group (Israel)
- Cambodia National Rescue Party (Kambodja)
- Liberal Party (Kanada)
- Alliance pour le Renouveau du Congo (Kongo-Kinshasa)
- Samostalna Liberalna Stranka (Kosovo)
- Kroatiska socialliberala partiet (Kroatien)
- Partido Liberal de Cuba (Kuba)
- Partido Solidaridad Democrática (Kuba)
- Unión Liberal Cubana (Kuba)
- Framtidsrörelsen (Libanon)
- Demokratiska partiet (Luxemburg)
- Militant pour le progrès de Madagascar (Madagaskar)
- Union Constitutionnelle (Marocko)
- Mouvement Populaire (Marocko)
- Nueva Alianza(es) (Mexiko)
- Civil Will Green Party (Mongoliet)
- Demokraterna 66 (Nederländerna)
- Nederlandse Groep (Nederländerna)
- Folkpartiet för frihet och demokrati (Nederländerna)
- Partido Liberal Independiente (Nicaragua)
- Liberalno-Demokratska Partija (Nordmakedonien)
- Venstre (Norge)
- Äkta Radikal-liberala partiet (Paraguay)
- Jabloko (Ryssland)
- Senegals demokratiska parti (Senegal)
- Llibertat i Democracia (Spanien, Katalonien)[2]
- Liberal Party (Sri Lanka)
- Alliance Party (Storbritannien, Nordirland)
- British Group of Liberal International (Storbritannien)
- Liberaldemokraterna (Storbritannien)
- Centerpartiet (Sverige)
- Liberalerna (Sverige)
- Democratic Alliance (Sydafrika)
- Demokratiska framstegspartiet (Taiwan)
- Chama Cha Wananchi (Tanzania)
- Democrat Party (Thailand)
- Deutsche Gruppe (Tyskland)
- FDP (Tyskland)

### Observatörspartier
- Unión por la Libertad (Argentina)
- Liberalno Demokratska Stranka (Bosnien och Hercegovina)
- Brazilian Group of Liberal International (Brasilien)
- Enomeni Dimokrates (Cypern)
- Union pour la Réconstruction du Congo (DR Kongo)
- Ethiopian Democratic Party (Etiopien)
- Movimiento Reformador (Guatemala)
- Partai Demokrat (Indonesien)
- Fianna Fáil (Irland)
- Italian Group of Liberal International (Italien)
- Orange Democratic Movement (Kenya)
- Alliance Nationale pour les Comores (Komorerna)
- Istriska demokratiska församlingen (Kroatien)
- Gerakan Rakyat Malaysia Party (Malaysia)
- Parti Keadilan Rakyat (Malaysia)
- Parti Citoyen pour le Renouveau (Mali)
- Rassemblement National des Indépendants (Marocko)
- Partido para a Paz, Desenvolvimento e Democrácia (Moçambique)
- Partidul Liberal Reformator (Moldavien)
- Liberalna Partija Crne Gore (Montenegro)
- Partido de la Terra (Portugal)
- Mouvement Congolais pour la Démocratie et le Développement Intégral (Republiken Kongo)
- Alliansen liberaler och demokrater (Rumänien)
- FDP. Liberalerna (Schweiz)
- Rewmi (Senegal)
- Liberalno demokratska partija (Serbien)
- Singapore Democratic Party (Singapore)
- Moderna centerpartiet (Slovenien)
- Partido de la Libertad Individual (Spanien)
- Ukraine of the Future (Ukraina)

### Samarbetsorganisationer
- Africa Liberal Network (Afrika)
- Arab Alliance for Freedom and Democracy (Arabförbundet)
- Council of Asian Liberals and Democrats (Asien)
- Alliansen liberaler och demokrater för Europa (Europa)
- Alliance of Liberals and Democrats for Europe of the Counil of Europe (Europarådet)
- Fondazione Libro Aperto (Italien)
- Fondazione Luigi Einaudi (Italien)
- Red Liberal de América Latina (Latinamerika)
- Neue Zürcher Zeitung (Schweiz)
- Swedish International Liberal Centre (Sverige)
- Friedrich-Naumann-Stiftung (Tyskland)
- National Democratic Institute for International Affairs (USA)

### Tidigare medlemmar
- Partido Patriota (Guatemala)
- Jiyuto (Japan)
- Partido Liberal Constitucionalista (Nicaragua)
- Partidul Național Liberal (Rumänien)
- Freiheitliche Partei Österreichs (Österrike)